# Bloemsingel 197 (Groningen)

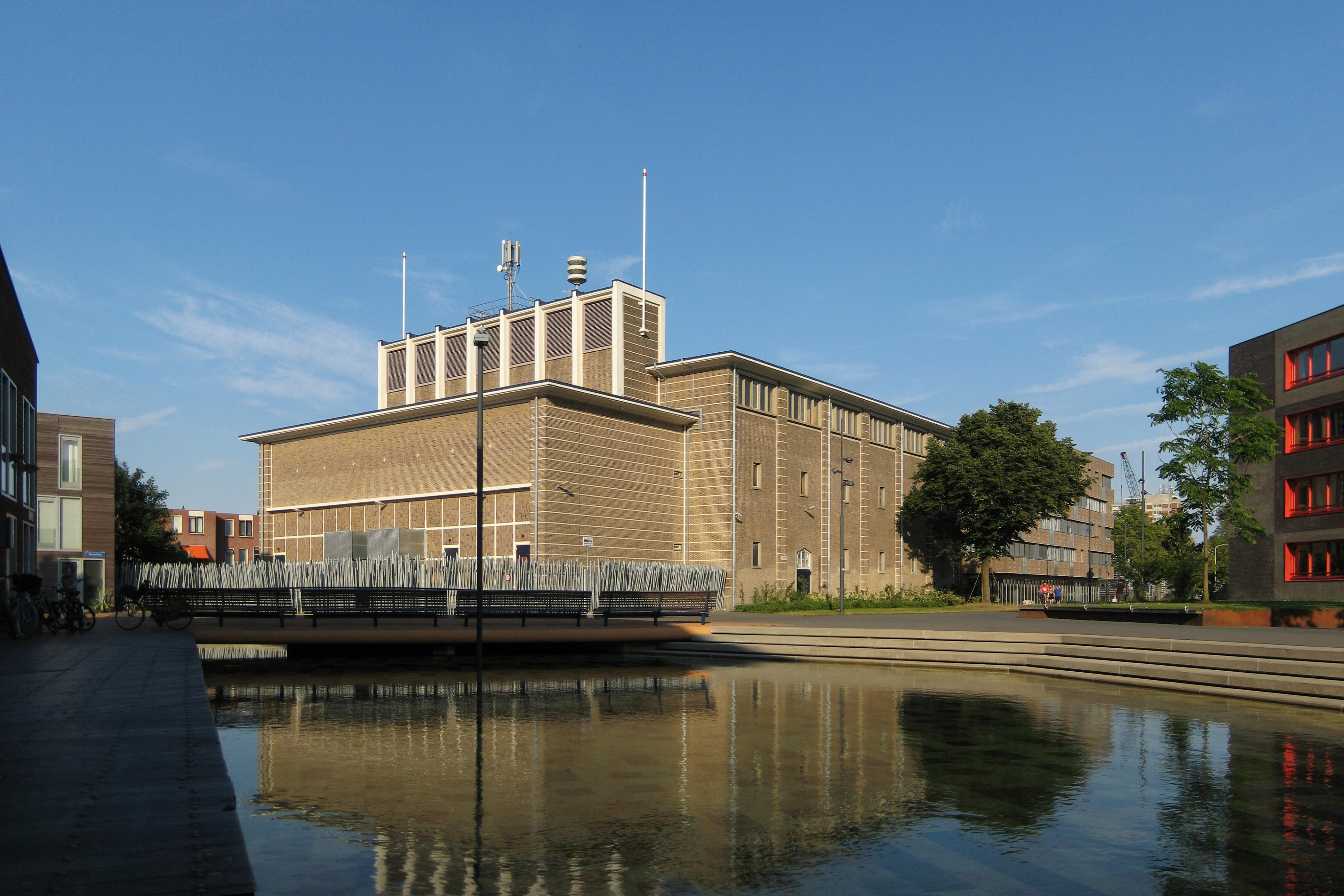
Het schakelstation in 2013, gezien vanuit het westen

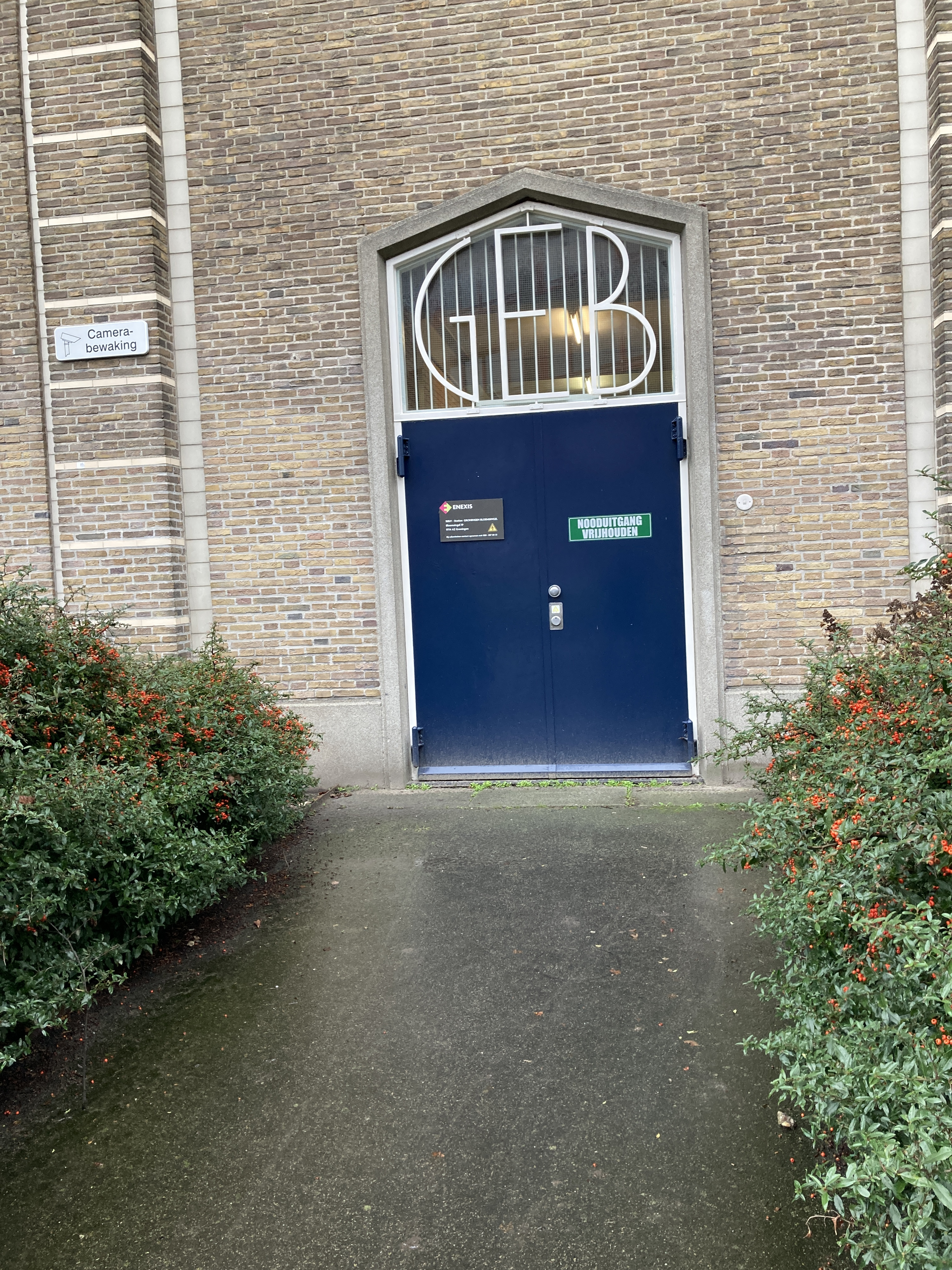
De toegangsdeur in de westelijke gevel (2021)

Het pand Bloemsingel 197 in de stad Groningen is een schakelstation, dat is aangewezen als gemeentelijk monument.

## Beschrijving
Het schakelstation werd in de jaren 1955-'59 gebouwd in opdracht van het Gemeentelijk Energiebedrijf Groningen (GEB) naar een ontwerp van de Arnhemse architect G. Hamerpagt (1899-1965). Het pand, dat is gebouwd op een vrijwel rechthoekige plattegrond, bestaat uit drie blokvormige bouwvolumes van verschillende grootte, die worden gedekt door overstekende betonnen daken. De fundering en de kelder van het gebouw zijn eveneens uit dat materiaal vervaardigd. De verdiepingen daarboven bestaan uit een staalskelet, dat is opgevuld met wanden van uit Maastricht afkomstige bronskleurige baksteen. Ze zijn versierd met lisenen en smalle speklagen in een lichter gekleurde steen. De plinten en de deur- en raamomlijstingen zijn gemaakt van kunstbeton met het uiterlijk van Beiers graniet. De aan de oostzijde gelegen hoofdingang van het pand bestaat uit een plaatstalen deur in vier delen. Een verticale vensterstrook daarboven dient als verlichting van het achterliggende grote trappenhuis. De westgevel van het gebouw bevat een tweede toegangsdeur, waarboven zich een driehoekig bekroond bovenlicht met daarin de in metaal aangebrachte letters G E B bevindt.
Het pand is aangewezen als gemeentelijk monument, onder meer omdat het werd "ontworpen door een van de toonaangevende architecten in Nederland op het gebied van de bouw van electriciteitsgebouwen en voorzieningen" en omdat het geldt als "zeer karakteristiek voorbeeld van vroeg naoorlogse industriële baksteenarchitectuur".